# Chilocampyla psidiella
Chilocampyla psidiella là một loài bướm đêm thuộc họ Gracillariidae. Nó được tìm thấy ở Cuba.
Ấu trùng ăn Eugenia axillaris, Psidium guajava và Psidium guineense. Chúng ăn lá nơi chúng làm tổ.